# Перекрёстная ловушка
Перекрёстная ловушка (англ. Crosstrap) — британский низкобюджетный криминальный фильм 1962 года, снятый режиссёром Робертом Хартфорд-Дэвисом. Экранизация романа «Последние семь часов» писателя Джона Лимингтона.

## Сюжет
Писатель Джефф (Кокрелл) и его жена Салли (Адамс) арендуют уединенное загородное бунгало, чтобы Джефф мог закончить свою последнюю книгу, не отвлекаясь на лондонскую жизнь. По прибытии они с ужасом обнаруживают в собственности мертвого человека; прежде чем они успевают сообщить об обнаружении, им противостоит Герцог (Пейн), главарь банды, и его приспешники, которые, как выясняется, использовали пустующую собственность в качестве укрытия для украденных ценностей, которые они планируют вывезти контрабандой из страна. Соперничающий гангстер Хуан (Дерек Сидней) также присматривается к товарам и обнаруживает их местонахождение. Мертвец — один из его приспешников.
Джефф и Салли находятся в плену, и ситуация ухудшается, когда Хуан и его люди также прибывают на место происшествия, вызывая противостояние между двумя фракциями, во время которого обе стороны грубо обращаются с Джеффом и Салли. Герцог начинает влюбляться в Салли, и его очевидный интерес к ней противодействует его девушке Рине (Зена Маршалл). В конце концов между соперничающими бандами происходит кровавая перестрелка, и люди Герцога берут верх над обменом. Герцог и его банда садятся в самолёт, чтобы сбежать с ценностями, но перед взлетом в самолёт стреляет ревнивая и мстительная Рина, сначала стреляя в пилота, а затем поражая топливный бак, после чего самолёт загорается. погибли все 4 человека на борту.

## В ролях
- Лоуренс Пейн — Герцог
- Джилл Адамс — Салли
- Гэри Кокрелл — Джефф
- Зена Маршалл — Рина
- Билл Нэги — Гонт
- Роберт Кодрон — Джо
- Ларри Тэйлор — Перон
- Макс Фолкнер — Рики
- Дерек Сидней — Хуан
- Майкл Тернер — Хоги

## Критика
Фильм «Перекрёстная ловушка» получил отрицательные отзывы критиков. В журнале «Monthly Film Bulletin» его называли «преувеличенным, нелепым и дилетантским». В газете «The Daily Cinema» фильм был назван «невероятной, но живой историей о бандитских разборках, наполненной сердечным действием и интригой, плюс немного секса для вкуса».